# Verminous Mind
«Verminous Mind» (с англ. "Тлеющий разум") — российская метал-группа, образованная в городе Балахна, Нижегородской области в 1994 году.

## История
История группы началась в 1994 году под названием «Shocker». Первыми участниками были Роман Алексеев (гитара/вокал), Андрей Мосалёв (бас-гитара), Алексей Тюрин (ударные). Текстами начал заниматься Роман Алексеев после того, как им были переведены несколько текстов Cannibal Corpse и Carcass. В 1995 году состоялось выступление на ежегодном фестивале «Балахит» (г. Балахна). В то же время хэдлайнерами этого фестиваля была группа «Atacka», впоследствии распавшаяся в мае 1996 года. Из неё в состав «Shocker» перешли Владимир Шашков (гитара) и Валерий Кутилов (гитара). В 1998 году группу покинул бас-гитарист Андрей Мосалёв, после чего за три года в группе сменилось четыре басиста. В 2003 году в группе появился Александр Новиков, остающийся в составе и по сей день.
В начале 2005 года была полностью завершена работа над альбомом «Смерть это только начало». В 2006 году из группы ушёл ударник Алексей Тюрин. Он сослался на проблемы со здоровьем и основной работой. Из-за отсутствия ударника, в частности, группа не смогла ответить согласием на предложение выступить на концерте, посвящённом Дню Единства России на одной сцене с такими коллективами, как Мастер, Чёрный кофе, Маврин. В 2006 году был подписан контракт с лейблом Irond, а также принят ударник Андрей Самохвалов, продержавшийся в группе всего лишь до начала 2007 года. 24 февраля 2009 года на лейбле Irond вышел альбом «Symbols Of Eternal Ruination».
11 мая 2016 года группа начала запись нового альбома "Dusk of Humanity". В 2017 году альбом был закончен и его можно спокойно прослушать в Интернете или купить в магазинах.

## Состав группы

### Первоначальный состав
- Роман Алексеев — гитара, вокал (1994—1996)
- Андрей Мосалёв — бас-гитара (1994—1996)
- Алексей Тюрин — ударные (1994—2006)

### Текущий состав
- Роман Алексеев — гитара (1996—наст.время)
- Владимир Шашков — вокал (1996—наст.время)
- Валерий Кутилов — гитара (1996—наст.время)
- Александр Новиков — бас-гитара (2003—наст.время)
- Алексей Тюрин — ударные (1994—наст.время)

### Бывшие участники
- Алексей Тюрин — ударные (1994—2006)
- Андрей Мосалёв — бас-гитара (1996—1998)
- Алексей Булычев — бас-гитара (1998—1999)
- Дмитрий Смердов — бас-гитара (1999—2000)
- Руслан Скубилов — бас-гитара (2000—2003)
- Андрей Самохвалов — ударные (2006—2007)

## Дискография
- Смерть это только начало (2004) (неофициальный альбом)
- It Only Starts With Death (2007) (дебютный студийный альбом)
- Symbols Of Eternal With Death (2009) (студийный альбом)
- Dusk Of Humanity (2017) (студийный альбом)